# Andrzej Kocikowski
Andrzej Kocikowski – polski filozof, dr habil., emerytowany docent Instytutu Kulturoznawstwa na Wydziale Nauk Społecznych Uniwersytetu im. Adama Mickiewicza w Poznaniu.

## Życiorys
Pracę doktorską obronił w (1977). Stopień doktora habilitowanego uzyskał w (1989). Zatrudniony jako docent, początkowo w Instytucie Filozofii na Wydziale Nauk Społecznych Uniwersytetu im. Adama Mickiewicza w Poznaniu, później zaś w Instytucie Kulturoznawstwa na Wydziale Nauk Społecznych Uniwersytetu im. Adama Mickiewicza w Poznaniu.
W latach 1993–1999 pełnił funkcję wicedyrektora Instytutu Kulturoznawstwa.
W latach 2001 – 2011 kierował pracą Pracowni Komunikacji Multimedialnej na Wydziale Nauk Społecznych Uniwersytetu im. Adama Mickiewicza w Poznaniu.

## Publikacje
Ważniejsze publikacje dostępne są w repozytorium AMUR Uniwersytetu im. A. Mickiewicza w Poznaniu. 
- 1987: Koncepcja idealizacji a Marksa metoda naukowa. Studium metodologiczne.
- 2001: Wprowadzenie do etyki informatycznej.
- 2011: Globalny społeczny podział pracy a kwestia marginalizacji/ likwidacji lokalnych systemów wyższej edukacji.
- 2012: ILE MOŻNA? Zaoszczędzić/zapłacić budując zelektronizowany, globalny system wyższej edukacji.